# Cessna 402

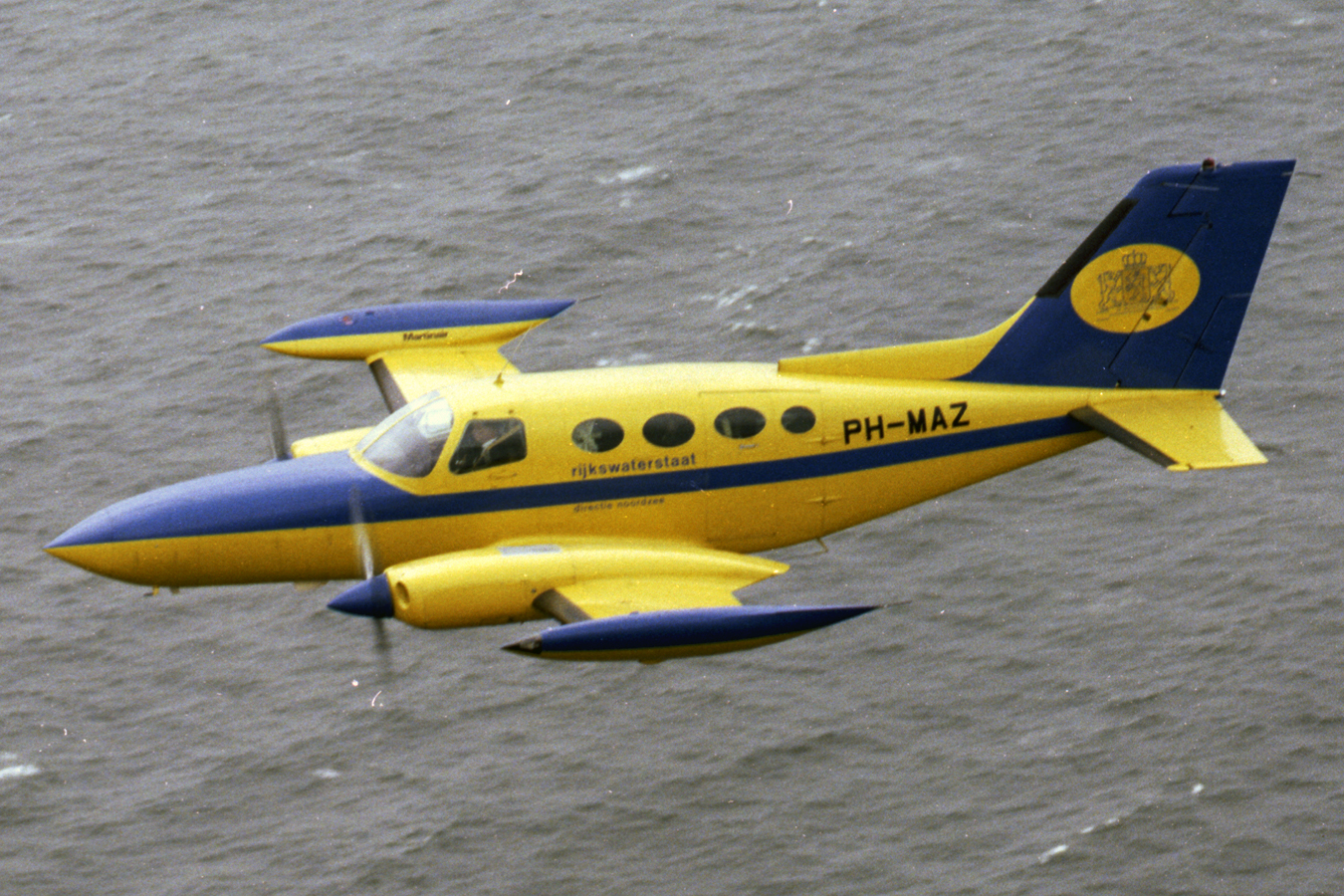
Cessna 402B van Rijkswaterstaat (1977)

De Cessna 401 en 402 zijn een familie van Amerikaanse tweemotorige laagdekker passagiers- en zakenvliegtuigen met intrekbaar landingsgestel. Het toestel met zes tot tien zitplaatsen maakte zijn eerste vlucht op 26 augustus 1965.

## Ontwikkeling
De ontwikkeling van de 401/402 serie was in eerste instantie geïnitieerd om de nadelen weg te nemen waar hun voorganger, de Cessna 411, mee kampte: slechte single-engine handling en hoge onderhoudskosten van de problematische 250 kW Continental GTSIO-520 ('G' staat voor Geared) motoren met reductie-tandwielkast.
De 401 en 402 serie werd tussen 1966 en 1985 geproduceerd onder de naam Utiliner en Businessliner. De toestellen werden voortgedreven door twee 220 kW turbogeladen Continental TSIO-520-VB direct drive (zonder tandwielkast) zescilinder boxermotoren. Alle zitplaatsen waren eenvoudig te verwijderen, zodat de gehele cabine voor vracht kon worden gebruikt. De 401 en 402 hadden geen drukcabine. De 401 en de 402 waren niet de snelste vliegtuigen in hun klasse, maar konden uitstekend concurreren met vergelijkbare twins op hun lage aanschafprijs en bescheiden onderhoudskosten.

## Rijkswaterstaat
Tussen 1975 en 1982 had Rijkswaterstaat Dienst Noordzee een Cessna 402B in dienst als patrouille vliegtuig met aan boord een groep waarnemers en een fotograaf om schepen op te sporen en vast te leggen die bijvoorbeeld olie loosden in zee. De Cessna 402B werd opgevolgd door een grotere Cessna 404 Titan.

## Varianten

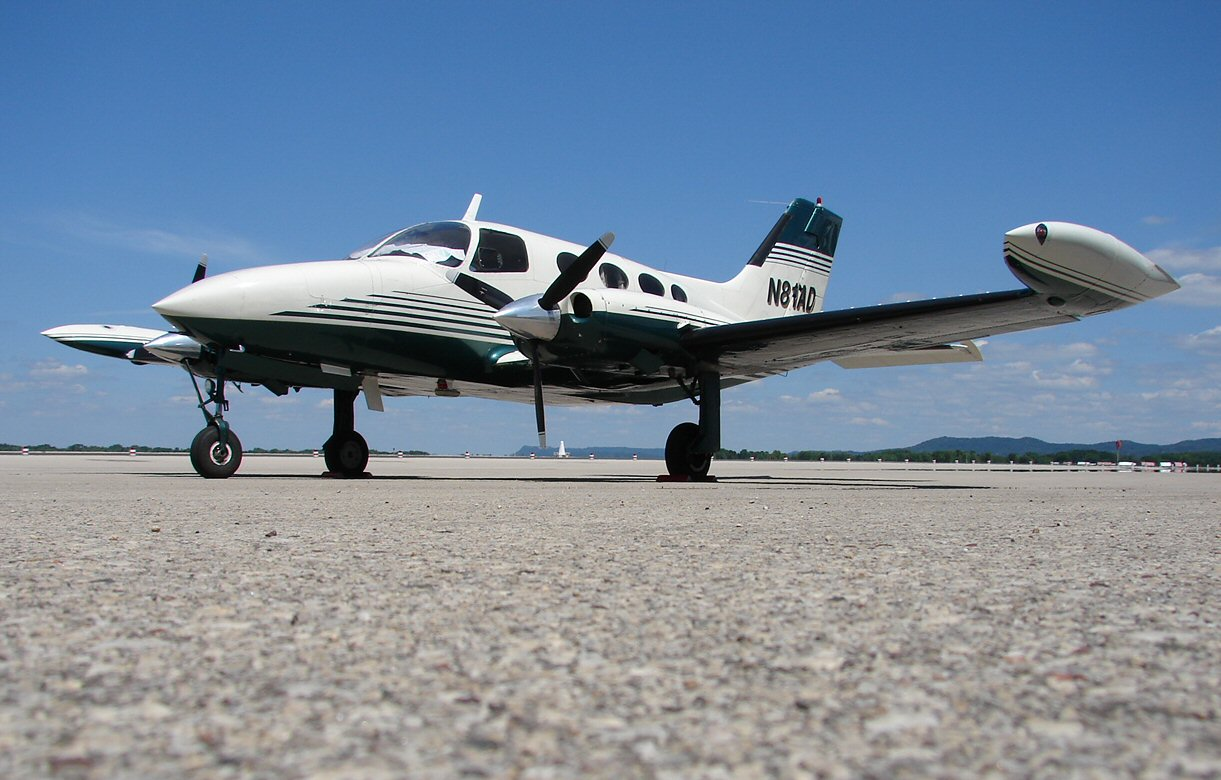
Cessna 401

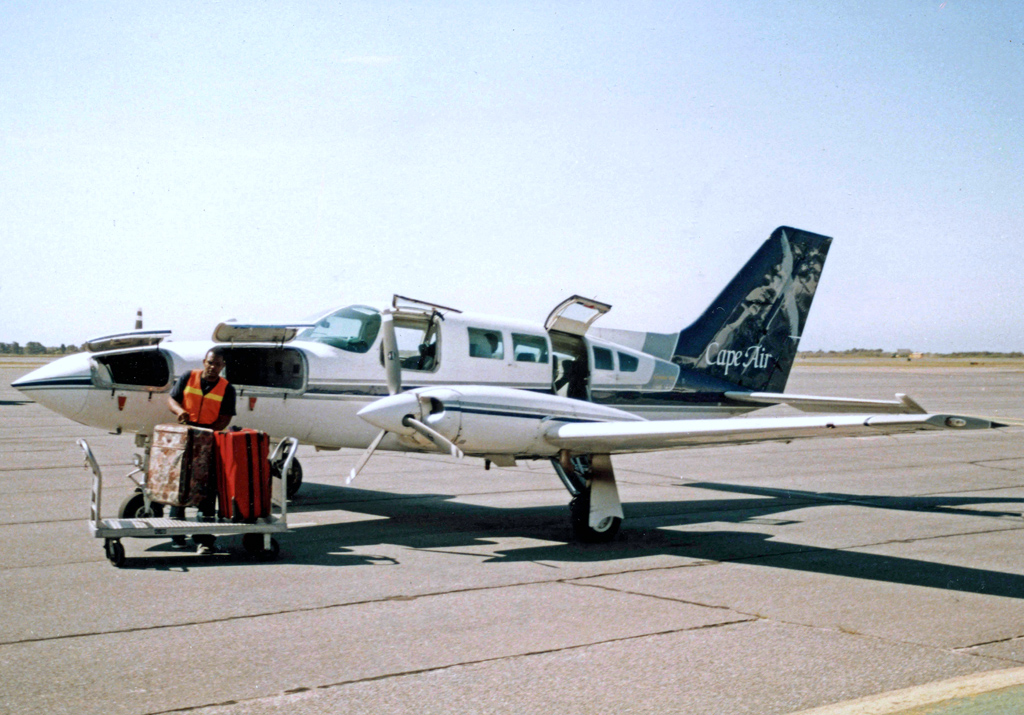
Cessna 402C met vijf ramen, een verlengde neus voor bagage en zonder tiptanks.

401
Zes tot acht zitplaatsen, bedoeld als zakenvliegtuig voor bedrijven. Geproduceerd: 1966–1972. De vervanger van de 401 was de 402 Businessliner.
401A
Een 401 met minimale veranderingen.
401B
Een 401A met kleine aanpassingen, later vervangen door de 402B.
402
Een 401 voor oftewel vrachtvervoer of als negenzitter voor forensenverkeer.
402A
Een 402 met een bagageruimte in de verlengde neus en een optionele toegangsdeur voor de bemanning.
402B Utiliner/Businessliner
402A met kleine veranderingen, vanaf 1972 met een grotere cabine en aan iedere kant vijf zijramen.
- Utiliner versie had een interieur met tien zitplaatsen voor taxivluchten en vliegroutes met weinig passagiers.
- Businessliner versie had zes tot acht luxe zitplaatsen voor zakenreizigers.

402C
402B met 242 kW motoren, hoger startgewicht, grotere spanwijdte en zonder tiptanks. Het landingsgestel was hydraulisch in plaats van elektrisch.
Turbo Star 402
Door American Jet Industries gehermotoriseerde 402 met twee Allison 250-B17 turboprop motoren (1969).
De 402 serie stond aan de basis van de grotere Cessna 404 Titan (met 2 x 280 kW zuigermotoren), de Cessna 414 (met drukcabine en 2 x 230 kW zuigermotoren) en de Cessna 441 Conquest II (met drukcabine en 2 x 475 kW turbopropellers).

## Specificaties
- Type: Cessna 402C Businessliner
- Fabriek: Cessna
- Bemanning: 2
- Passagiers: 6
- Lengte: 8,23 m
- Spanwijdte: 11,09 m
- Hoogte: 3,49
- Vleugeloppervlak: 20,98 m²

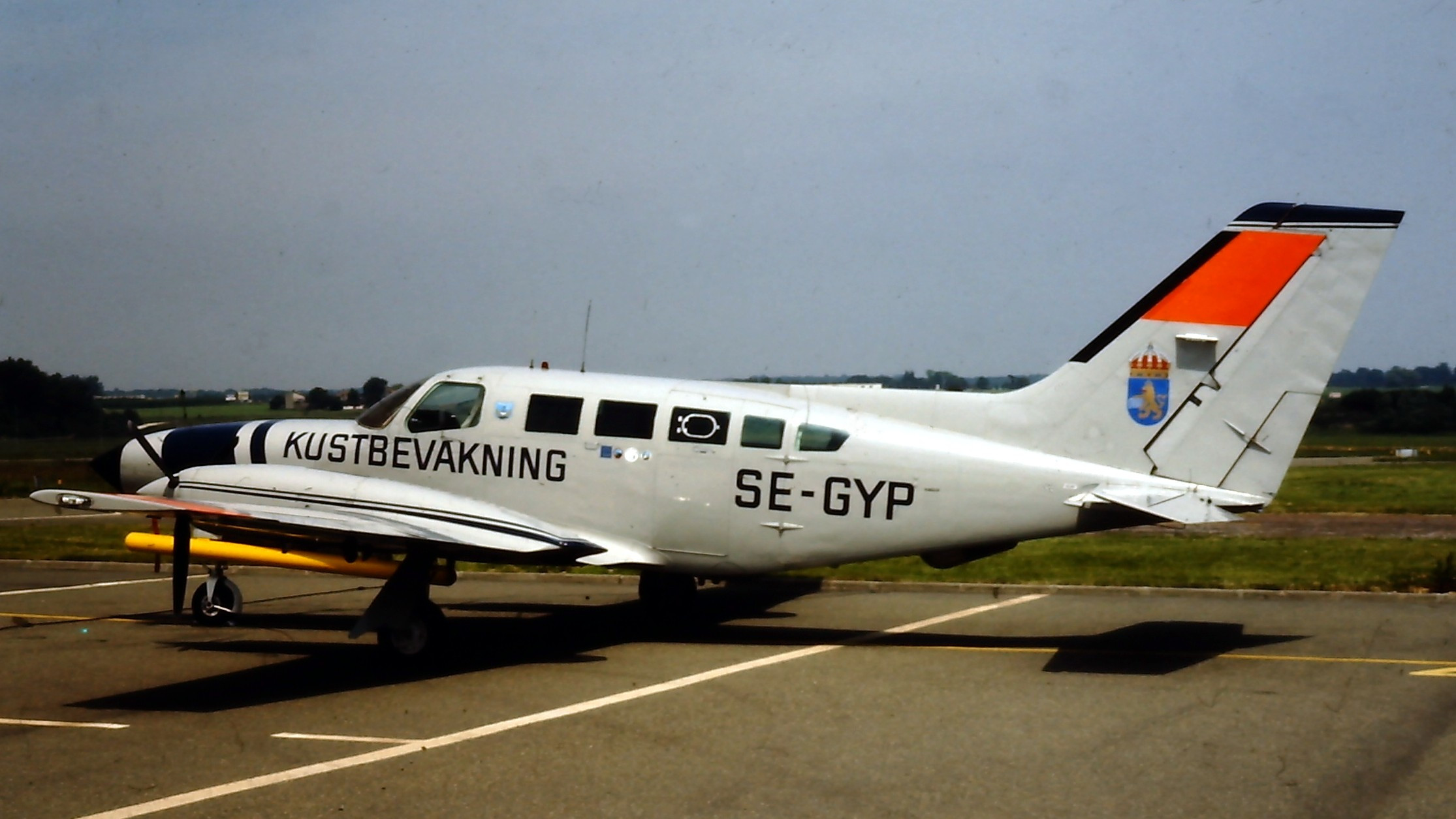
Cessna 402C van de Zweedse kustbewaking

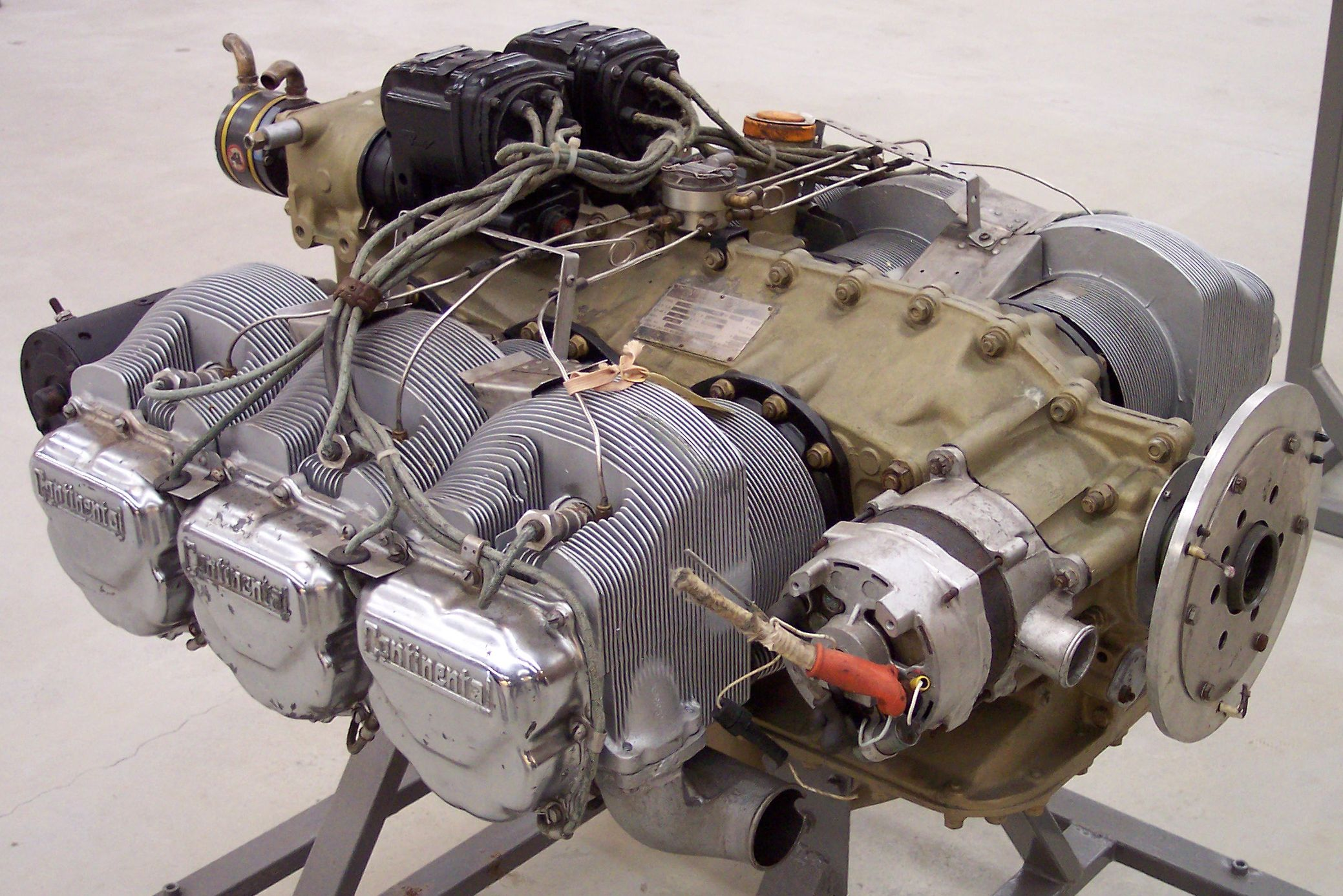
Continental 520 zescilinder boxermotor met direct drive, waarbij de propeller direct op de krukas wordt gemonteerd

- Vleugelprofiel: NACA 23018 (wortel) NACA 23015 (tip)
- Leeg gewicht: 1849 kg
- Maximum gewicht: 3107 kg
- Brandstof: 780 liter
- Motor: 2 × Continental TSIO-520-VB luchtgekoelde zescilinder boxermotor, 242 kW (325 pk) elk
- Propeller: drieblads McCauley 0850334-34 constant-speed propeller
- Eerste vlucht: 26 augustus 1965
- Gebouwd: 1966–1985

Prestaties:
- Maximumsnelheid: 428 km/u (4900 m)
- Kruissnelheid: 263 km/u (3000 m)
- Overtreksnelheid: 126 km/u
- Klimsnelheid: 7,4 m/s
- Plafond: 8200 m
- Vliegbereik: 2358 km